# Susumu Oki
Susumu Oki (大木 勉, Oki Susumu, Matsuyama, 23 februari 1976) is een Japans voormalig voetballer die als aanvaller speelde.

## Clubcarrière
Oki begon zijn carrière in 1995 bij Sanfrecce Hiroshima. In het seizoen 2000 kwam hij op huurbasis uit voor Oita Trinita. Hij tekende in 2007 bij Ehime FC. Oki beëindigde zijn spelersloopbaan in 2012.

## Interlandcarrière
Oki speelde met het nationale elftal voor spelers onder de 20 jaar op het WK –20 van 1995 in Qatar.